# Meinhard VI. (Görz)

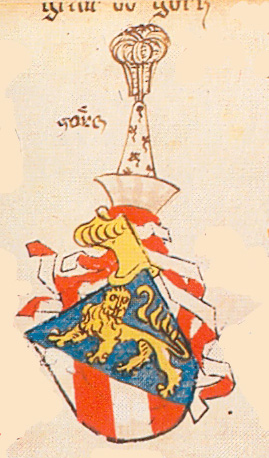
Wappen der Albertiner Linie, Grafen von Görz, im Ingeram-Codex, 1459

Meinhard VI. von Görz († nach dem 6. Mai 1385) war ein Görzer Graf und Reichsfürst, welcher der Meinhardiner-Dynastie entstammte.

## Leben
Seine Eltern waren Graf Albert II. von Görz und Euphemia von Mätsch. Im Jahre 1338 trat er gemeinsam mit seinen beiden Brüdern Albert III. und Heinrich V. die Nachfolge von Johann Heinrich IV. von Görz in der Grafschaft Görz an. Ab dem Jahre 1365 regierte er alleine. Meinhard war mit seinen beiden Brüdern völlig zerstritten und konnte daher im Jahre 1363 seine Ansprüche auf die Grafschaft Tirol nicht durchsetzen. Er konnte wohl die Macht des Patriarchen von Aquileia schmälern, deren Nutznießer aber die Republik Venedig wurde, was schroffe Gegensätze zu ebenjenigen bedeutete. Meinhard zog sich von der Burg Görz auf das Lienzer Schloss Bruck zurück. In weiterer Folge markierte Meinhards Verhalten die Wende zum langsamen Niedergang der Görzer Grafschaft, wobei auch Verpfändungen und Verkäufe die verheerende Finanzsituation des Görzer Fürstenhauses aufzeigten. Meinhard stand auch in Konflikt zu seinen geistlichen Nachbarn, und wegen der Erbfolge im Herzogtum Kärnten und in der Grafschaft Tirol in Auseinandersetzung zu den Habsburgern.

## Nachkommen
Meinhard war in erster Ehe mit Katharina Gräfin von Pfannberg († 1374/75), Erbin von Greiffenberg und Sumergg, einer Tochter von  Ulrich V. Graf von Pfannberg, Marschall des Herzogtums Österreich und ab 1335 Hauptmann in Kärnten. († 23. Oktober 1354) aus dessen zweiter Ehe (vor 1331) mit Margareta von Werdenberg, Tochter von Graf Hugo II. und von Eufemia von Ortenburg.  Meinhard war in zweiter Ehe mit Utehild von Mätsch, Tochter von Vogt Ulrich IV. von Mätsch verheiratet.
Aus erster Ehe:
- Anna von Görz  zu Zwarscheneck (–1402), verheiratet mit Graf Johann  Frankopan zu Veglia, Ban von Kroatien (–1393)
- Katharina von Görz (–1391), verheiratet mit Herzog Johann II. von Bayern-München (–1397)
- Ursula von Görz zu Schöneck, Neuhaus und Uttenstein, verheiratet mit Graf Heinrich III. von Schaunberg (–1390)
- Elisabeth von Görz

Aus 2. Ehe:
- Heinrich VI. von Görz (1376–1454)
- Johann Meinhard VII., Pfalzgraf von Kärnten, Graf von Kirchberg (–1430), verheiratet mit Magdalena, einer Tochter des Bayernherzogs Friedrich des Weisen, und hernach mit Agnes von Pettau.